# Max Bird-Ridnell
Max Bird-Ridnell est un acteur britannique né le 17 mai 1977 à Londres en Angleterre.

## Filmographie

### Cinéma
- 2009 : Whaling and the Inherend Dangers Therein : Naples Tinkleton
- 2011 : Where the Road Meets the Sun : Jacob
- 2012 : Nazis at the Center of the Earth : le chef nazi
- 2012 : Ocean of Memories : Officier Ryker
- 2012 : Divisi : Mike
- 2013 : The Spymaster : Donald MacIean
- 2015 : Death Is a Lady : Portofino
- 2017 : Sable : Frank
- 2018 : Grocer : Ray
- 2020 : Dead Men Float : Theo

### Télévision
- 2012 : Save the Supers : le Chevalier de la nuit (7 épisodes)
- 2012 : Des jours et des vies : Steward (2 épisodes)
- 2013 : Ray Donovan : un prêtre (2 épisodes)
- 2013 : Ctrl.Alt.Del : Herbert (3 épisodes)
- 2014 : Himmler Entertainment : Chaim Himmler (2 épisodes)
- 2014 : Sequestered : Lionel Wilson (9 épisodes)
- 2014-2019 : Jane the Virgin : Milos (9 épisodes)
- 2015 : Harry Bosch : un prédicateur (1 épisode)
- 2015 : Agent X : Neese Rollins (1 épisode)
- 2017 : NCIS : Enquêtes spéciales : Nigel Ford (1 épisode)
- 2018 : Timeless : un homme (1 épisode)